# Seán McCarthy (Politiker, 1937)
Seán McCarthy (* 7. Januar 1937 in Cashel, County Tipperary, Irland; † 12. Juli 2021) war ein irischer Arzt und Politiker der Fianna Fáil. Er gehörte von 1981 bis 1989 dem Dáil Éireann, dem Unterhaus des irischen Parlaments, und von 1989 bis 1993 dem Seanad Éireann, dem Oberhaus des irischen Parlaments, an.
McCarthy wuchs in Cashel, County Tipperary, auf. Seine Eltern waren Lehrer in Lagganstown. Er studierte Medizin am University College Dublin und war bis zu seinem Eintritt in die Politik Arzt im County Tipperary. 1981 wurde er für den Wahlkreis Tipperary South in den 22. Dáil Éireann gewählt. Den Sitz konnte er bis 1989 verteidigen. 1989 wurde er auf der Landwirtschaftsliste in den Seanad gewählt. 1989 wurde er wegen Trunkenheit im Verkehr angeklagt, die Anklage wurde aber wegen der Immunität von Mitgliedern des Oireachtas fallen gelassen.
Am 12. März 1987 wurde er zum Staatsminister für Wissenschaft und Technologie im Industrieministerium der Regierung Haughey III ernannt. Diesen Posten behielt er bis zum 12. Juli 1989 beim Regierungswechsel zur Regierung Haughey IV bei. Sein Nachfolger war Michael Smith.
Mit seiner Frau Mary Jo O’Keefe, die er 1964 heiratete und die 2018 verstarb, hatte er fünf Kinder.